# Mistrovství světa v zápasu ve volném stylu 1982
Mistrovství světa v zápasu ve volném stylu 1982 se uskutečnilo v Edmontonu, v Kanadě.

## Přehled medailí
| Kategorie | Zlato               | Stříbro          | Bronz            |
| --------- | ------------------- | ---------------- | ---------------- |
| 48 kg     | Sergej Kornilajev   | Ali Mehmedov     | Šaban Trstena    |
| 52 kg     | Hartmut Reich       | Osman Efendijev  | Joe Gonzales     |
| 57 kg     | Anatolij Beloglazov | Hideaki Tomijama | Stefan Ivanov    |
| 62 kg     | Sergej Beloglazov   | Simeon Šterev    | József Orbán     |
| 68 kg     | Michail Charačura   | Raúl Cascaret    | Eberhard Probst  |
| 74 kg     | Leroy Kemp          | Dan Karabin      | Jurij Vorobjov   |
| 82 kg     | Tajmuraz Dzgojev    | Efraim Kamberov  | Dave Schultz     |
| 90 kg     | Uwe Neupert         | Clark Davis      | Viktor Batnia    |
| 100 kg    | Ilja Mate           | Slavčo Červenkov | Greg Gibson      |
| +100 kg   | Salman Chasimikov   | Adam Sandurski   | Andreas Schröder |

## Týmové hodnocení
| Pořadí | Muži volný styl  | Muži volný styl |
| Pořadí | Tým              | Body            |
| ------ | ---------------- | --------------- |
| 1      | Sovětský svaz    | 55              |
| 2      | USA              | 28              |
| 3      | Bulharsko        | 25              |
| 4      | Východní Německo | 23              |
| 5      | Japonsko         | 12              |
| 6      | Írán             | 12              |